# Raule
Raúl Anisa Arsís, que firma como Raule (Barcelona, 10 de noviembre de 1971) es un guionista de historietas español. Trabaja fundamentalmente para el mercado francés.

## Biografía
Raúl Anisa estudió dibujo en la Escola Joso, aunque pronto se decantó por la escritura. De esta forma, y con el dibujante Miguel Chaves, lanzó el fanzine Tribulaciones (1993) y creó al año siguiente la serie Lady Down para la revista De Tebeos. Entre 1995 y 1996 ambos trabajaron para Camaleón Ediciones, tanto en la revista Ryu como en su propia miniserie, Violencia Sónica.
En 1997, viviendo ya de su trabajo de conserje, comenzó a colaborar con el dibujante Roger Ibáñez, primero en la revista Otaku, y a partir de 1999, en la revista erótica Penthouse Comix de Ediciones El Jueves, donde publicaron trece historias. Para Amaníaco Ediciones, ambos crearon Hole´n´virgin y Amores muertos en 2002 y Cabos sueltos en 2003.
Desde 2004 Roger y Raule se han entregado a la realización de Jazz Maynard, una serie de género negro ambientada en el barrio de El Raval de Barcelona, cuyo primer volumen vio la luz en verano de 2007 por parte de la editorial francesa Dargaud. En 2008, y con el dibujante Josep Mª Martín Saurí, Raule publicó La Conjetura de Poincaré.

## Obra
- Violencia Sónica (Camaleón Ediciones, 1995/96)
- Hole´N´Virgin (Amaníaco Ediciones, 2002)
- Amores Muertos (Amaníaco Ediciones, 2002)
- Cabos Sueltos (Amaníaco Ediciones, 2003)
- Vidas A Contraluz (Diábolo Ediciones, 2006)
- Jazz Maynard. Home Sweet Home (Dargaud, 2007)
- Jazz Maynard 2. Mélodie d'El Raval (Dargaud, 2008)
- Jazz Maynard 3. Envers et contre tout (Dargaud, 2008)
- La Conjetura de Poincaré (Diábolo Ediciones, 2008)
- Jazz Maynard 4. Sans espoir (Dargaud, 2010)
- Jazz Maynard integral (Dargaud / Diábolo, 2010)
- Barcelona TM (Norma Editorial, 2011)